# Réserve sylvo-pastorale et partielle de faune du Sahel

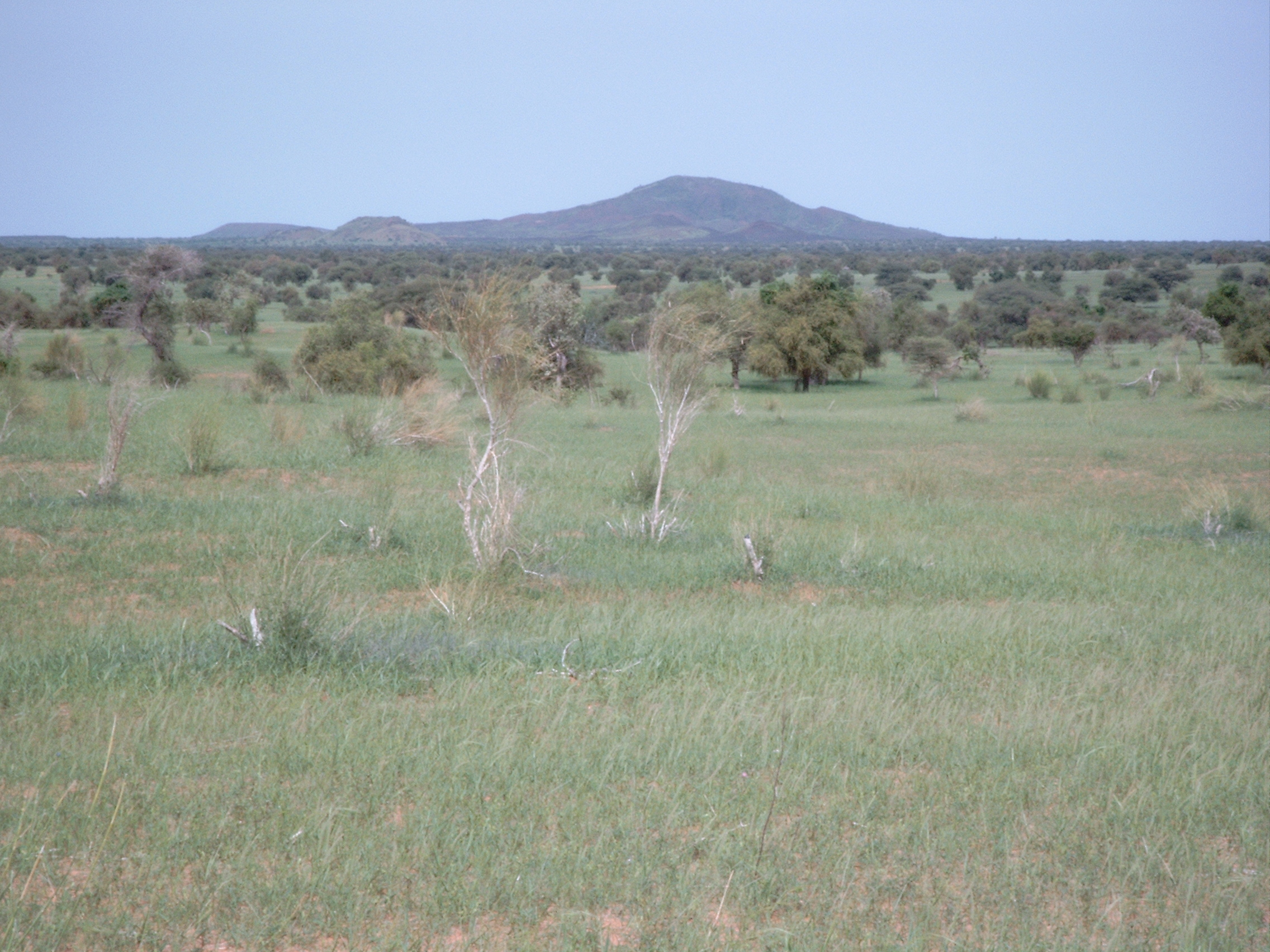
Düne von Oursi mit Blick auf Tin Hedia, im Vordergrund Leptadenia pyrotechnica

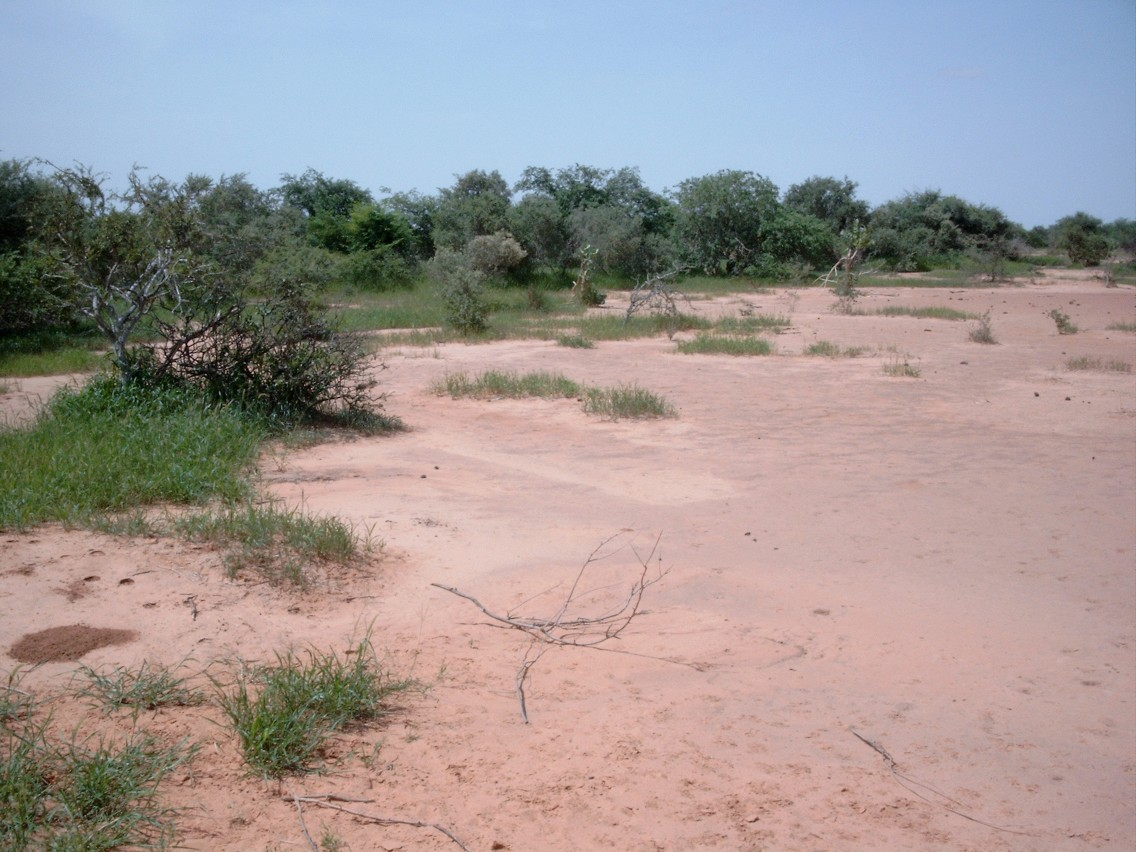
Tigerbusch im Sahel Burkina Fasos.

Das Réserve sylvo-pastorale et partielle de faune du Sahel ist mit etwa 16.000 km² das größte Naturschutzgebiet Burkina Fasos. Weite Teile werden trotz des offiziellen Schutzstatus intensiv beweidet, doch gibt es noch relativ wenig genutzte Flächen mit Tigerbusch und Altdünen im Nordwesten des Schutzgebiets.
Innerhalb des Naturschutzgebietes liegen temporäre Seen (Mare d’Oursi, Mare de Yomboli, Mare de Kissi), die von Bedeutung für Zugvögel sind. An höheren Pflanzen sind 354 Arten bekannt, etwa die Hälfte davon Therophyten. Zu den häufigsten Gehölzarten zählen Acacia tortilis, Balanites aegyptiaca, Guiera senegalensis, Combretum glutinosum und Combretum micranthum.